# Meinrad Morger
Meinrad Ulrich Morger (* 2. Januar 1957 in Appenzell) ist ein Schweizer Architekt und Professor.

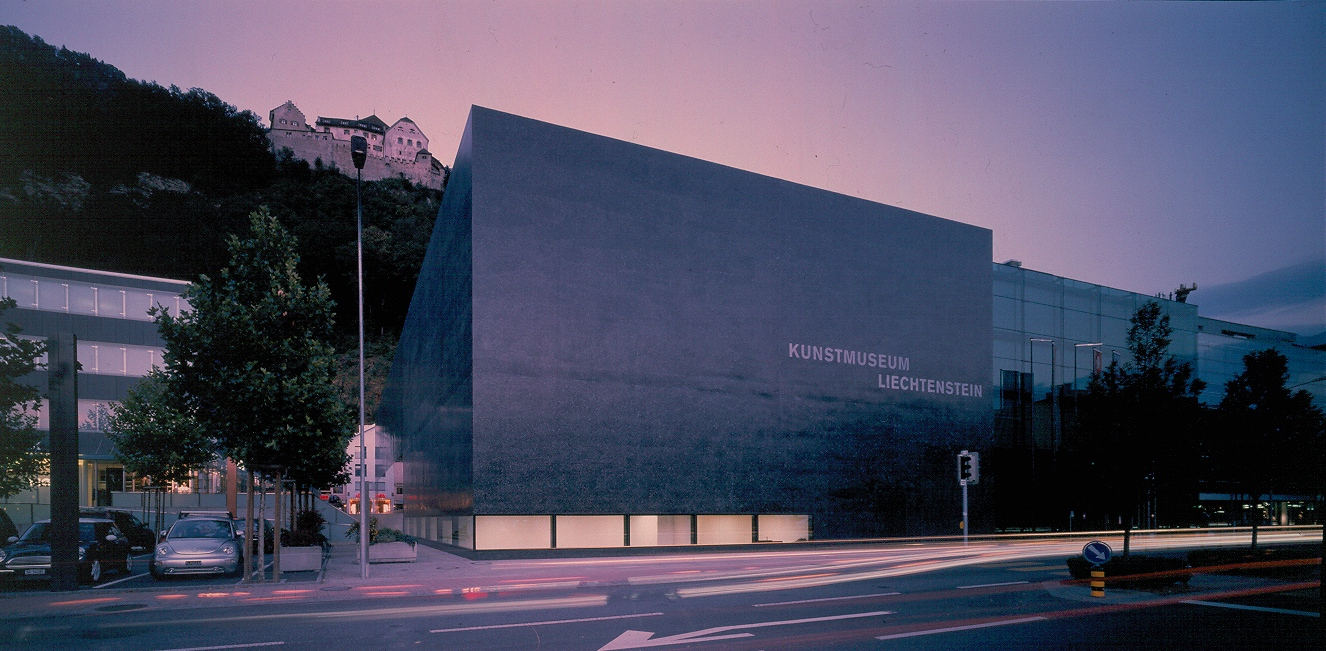
Kunstmuseum Liechtenstein

## Werdegang
Morger begann 1974 mit einer Lehre als Hochbauzeichner. 1988 absolvierte er ein Architekturstudium an der HTL Winterthur. Während seines Studiums arbeitete er bei Michael Alder in Basel und bei Metron Architekten in Brugg. Nach seinem Diplom gründete er mit Heinrich Degelo das Architekturbüro Morger & Degelo in Basel, dies bestand bis zum Jahre 2006. 1992 erhielt er das Eidgenössische Kunststipendium. Von 2006 bis 2015 betrieb er zusammen mit Fortunat Dettli das Büro Morger + Dettli Architekten in Basel. Seit August 2015 trägt das Büro den Namen Morger Partner Architekten mit Sitz in Basel. Morger gehörte von 2001 bis 2011 dem Denkmalrat Basel-Stadt an. Von 2014 bis 2016 war er Vorsitzender der Ortsgruppe Basel des Bundes Schweizer Architekten.

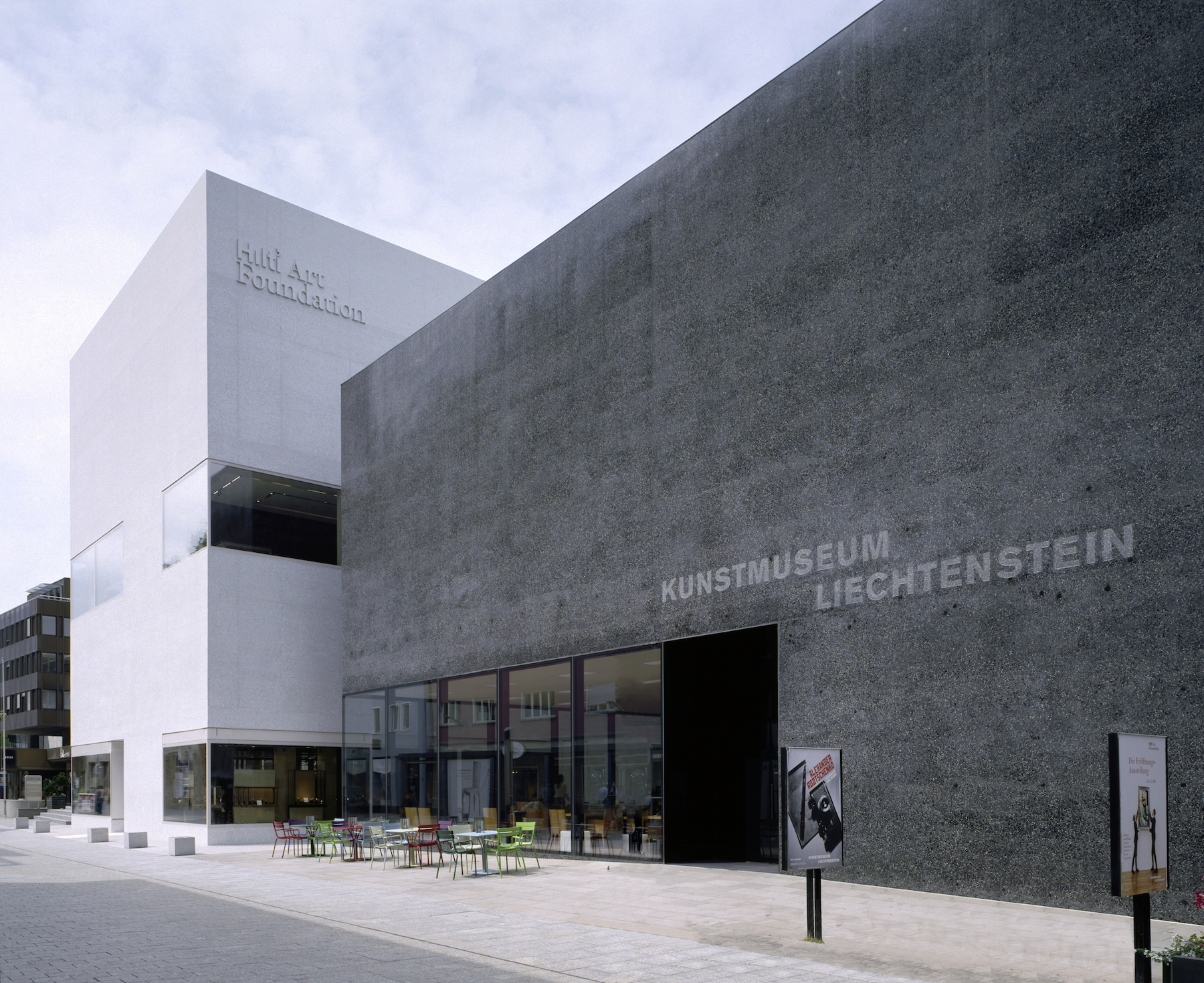
Kunstmuseum Liechtenstein

Moger lehrte als Assistent bei Ernst Studer an der ETH Zürich (1987–93), als Gastdozent an der EPF Lausanne (1997–98) und an der ETH Zürich (1998–2000), als Professor an der Hochschule für Technik und Architektur Luzern (2003–08), an der RWTH Aachen (2008–10), als Nachfolger von Dörte Gatermann und Dietrich Bangert an der TU Darmstadt (2010–17) und als Nachfolger von Daniele Marques am Karlsruher Institut für Technologie (2017–25). Stéphanie Bru übernahm die Professur an der KIT.

## Bauwerke

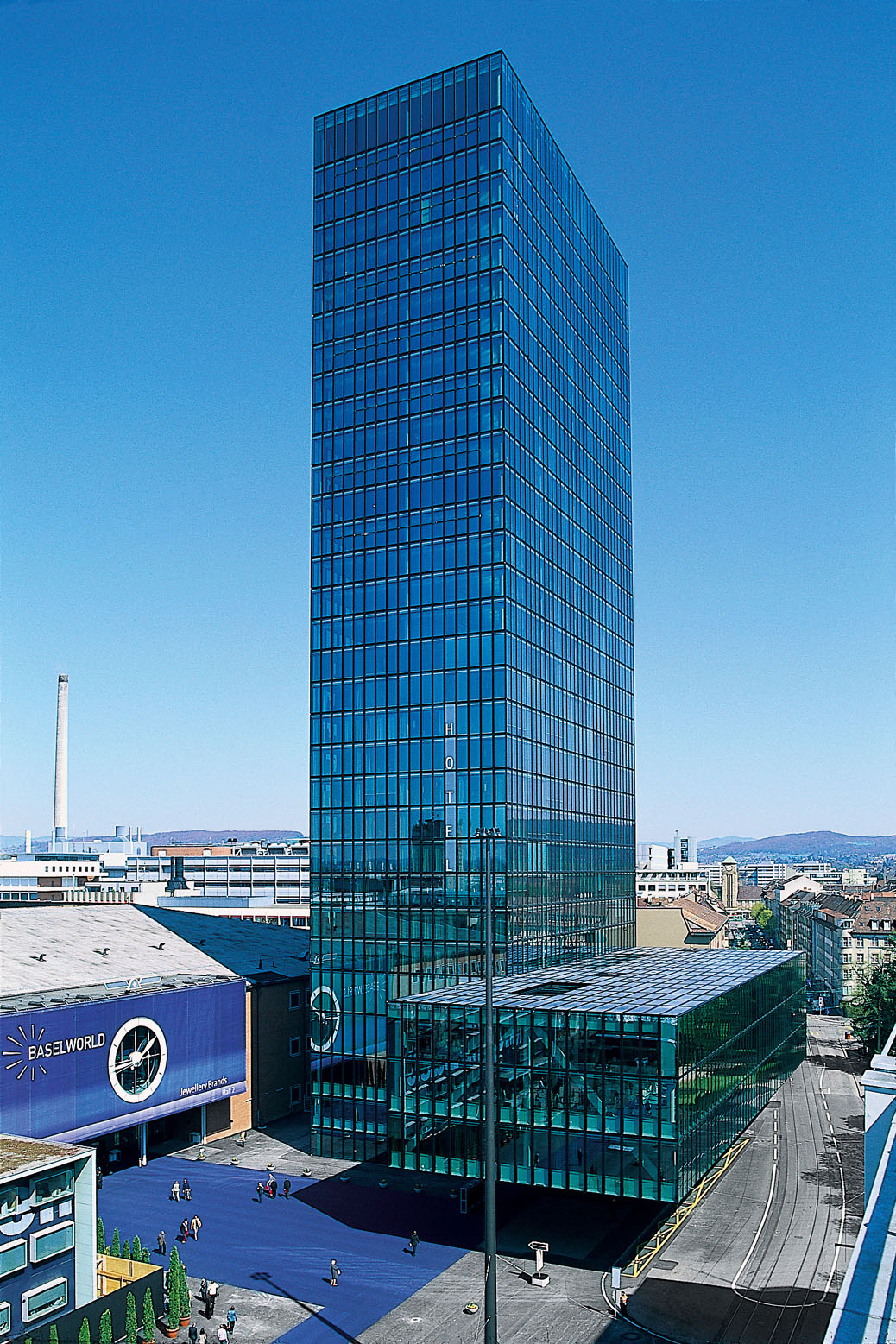
Messeturm Basel

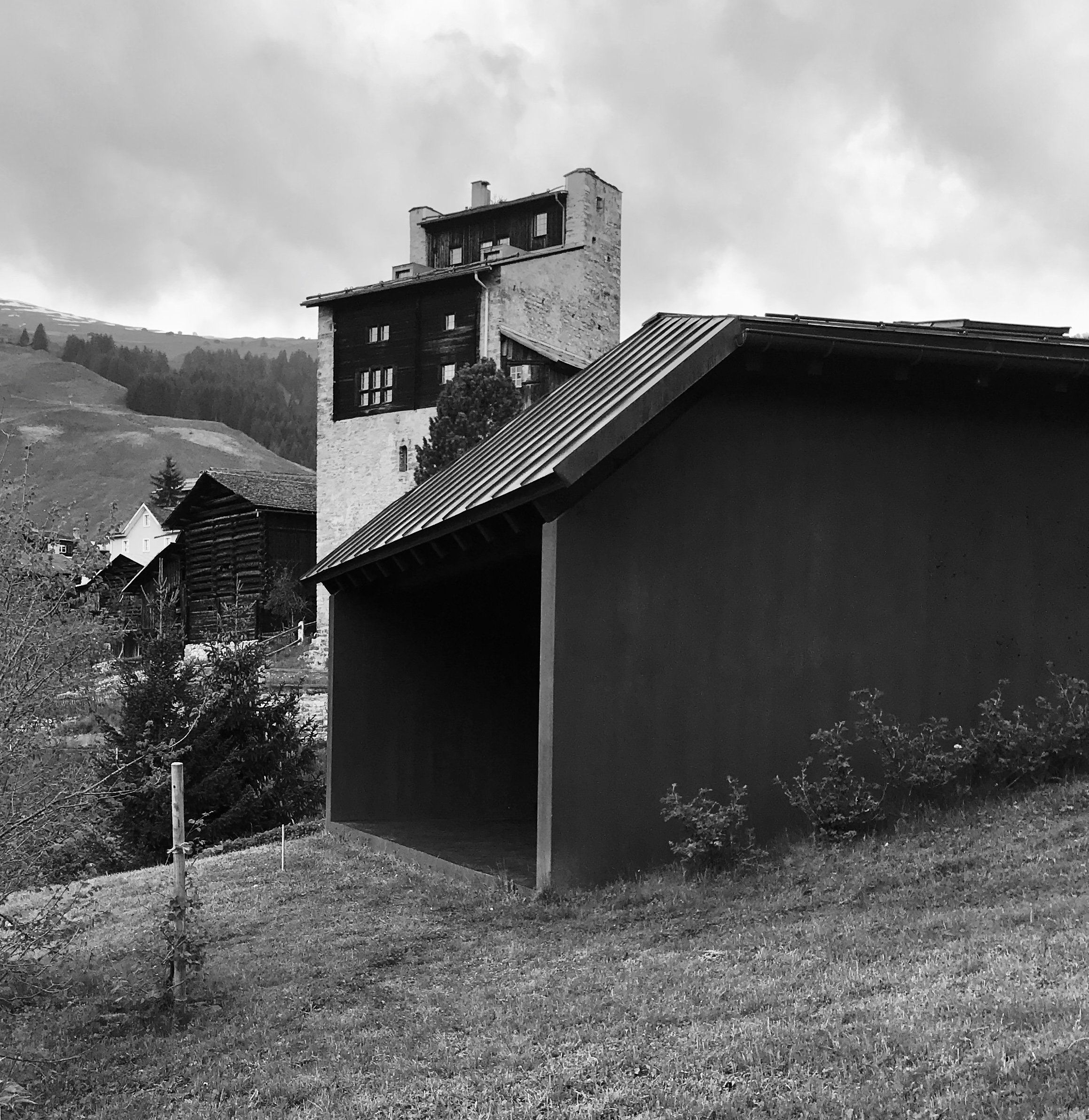
Haus Trancauna, Lumbrein

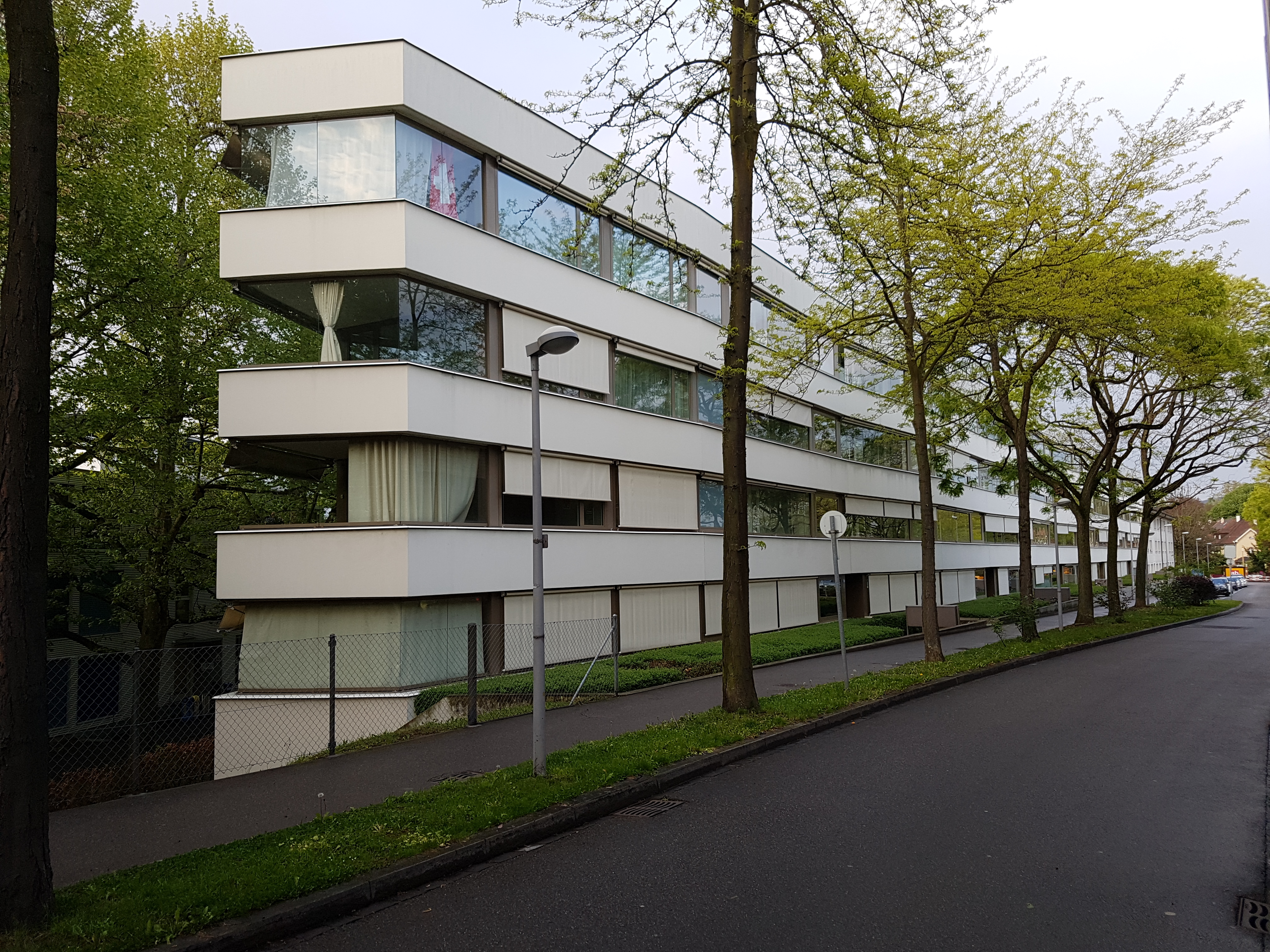
Wohnüberbauung St. Alban Ring, gebaut 2001/2002 von Morger & Degelo

- seit 1996: normierte Gebäude für Bahntechnik SBB, Schweiz
- 1998–99: Haus Müller, Staufen
- 1997–00: Kunstmuseum Liechtenstein, zusammen mit Heinrich Degelo und Christian Kerez, Vaduz
- 2001–03: Messeturm Basel mit Heinrich Degelo und Daniele Marques, Basel
- 2003–10: Wohn- und Geschäftshaus Perron 1, Solothurn
- 2006–10: Haus Trancauna, Lumbrein mit Conzett Bronzini Gartmann
- 2010–14: Ovaverva Hallenbad, Spa & Sportzentrum mit Valentin Bearth und Andrea Deplazes, St. Moritz
- 2008–15: Hilti Art Foundation/Huber Uhren Schmuck, Vaduz
- 2011–18: Wohnhaus Dom-Römer Areal, Frankfurt am Main

## Auszeichnungen und Preise
- 1998: The Brunel Award, Madrid
- 2001: Auszeichnung Guter Bauten in der Ostschweiz & dem Fürstentum Liechtenstein für Kunstmuseum Liechtenstein, Vaduz
- 2002: Anerkennung Balthasar-Neumann-Preis für Kunstmuseum Liechtenstein, Vaduz
- 2004: Häuser Award, Haus des Jahres für Haus Schröder, Staufen
- 2012: Arc Award 2012 – Kategorie Mehrfamilienhäuser Neubau für Wohn- und Geschäftshaus Perron 1, Solothurn
- 2014: Das beste Einfamilienhaus für Haus Trancauna, Lumbrein
- 2014: arc award – Sonderpreis „Lichtführung“ für Haus Trancauna, Lumbrein
- 2016: DETAIL Preis 2016 für Hilti Art Foundation/Huber Uhren Schmuck, Vaduz
- 2017: Auszeichnung für gute Bauten Graubünden für Ovaverva Hallenbad, Spa & Sportzentrum, St. Moritz mit Bearth & Deplazes

## Akademische Mitarbeiter
- Simon Courvoisier
- Lilitt Bollinger
- Tibor Joanelly[2]